# Bropriating
Bropriating é um neologismo criado a partir da união de "bro", abreviatura da palavra em inglês "brother" (irmão) e "appropriating" (apropriação). O termo é usado para indicar a situação onde um homem se apropria da ideia de uma mulher, levando o crédito no lugar dela. Este tipo de situação pode acontecer na pesquisa acadêmica, no ambiente de trabalho ou em situações comuns do cotidiano.

## Críticas
Alguns autores acreditam que o uso de neologismos depreciativos com prefixos associados ao gênero masculino prejudicam o combate ao sexismo ao criar uma estigmatização em relação aos homens.